# Lüttich–Bastogne–Lüttich

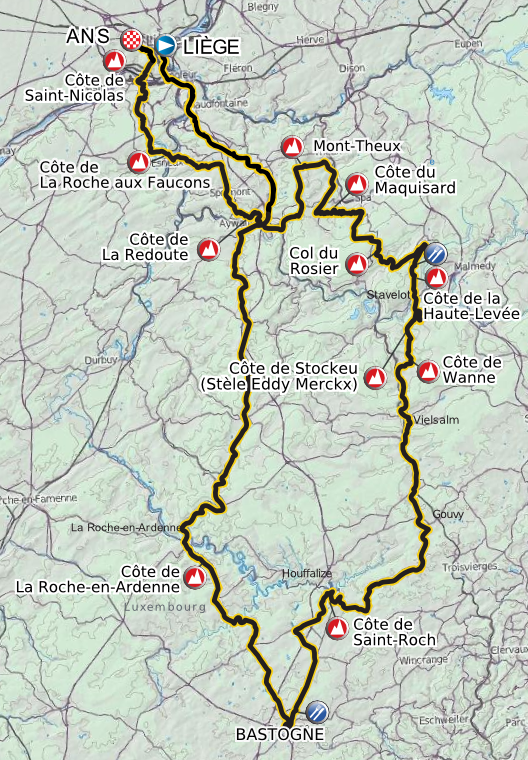
Strecke 2012

Lüttich–Bastogne–Lüttich (französisch Liège–Bastogne–Liège), auch La Doyenne genannt, ist ein belgisches Straßenradrennen. Es ist das älteste der fünf sogenannten Monumente des Radsports.

## Geschichte

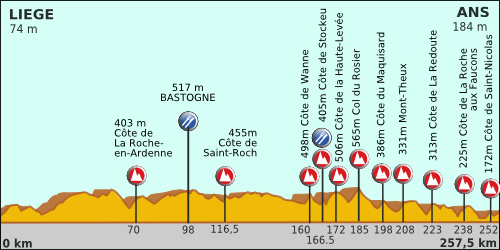
Streckenprofil 2012

Lüttich–Bastogne–Lüttich gilt aufgrund seines sehr hügeligen Profils durch die wallonischen Ardennen als einer der schwersten Klassiker im Radsport. Die Streckenführung ändert sich von Jahr zu Jahr nur unwesentlich.
Das durch den wallonischen Teil Belgiens führende Rennen wurde erstmals 1892 gestartet und trägt daher den Ehrennamen La Doyenne. Das jährlich Ende April stattfindende Rennen war bis 2004 Teil des zehn Rennen umfassenden Rad-Weltcups. Nach dessen Abschaffung gehörte es ab 2005 für drei Saisons zur neu eingeführten UCI ProTour, einer Serie der wichtigsten Radrennen des Jahres. Seit 2011 ist das Rennen Bestandteil der Nachfolgeserie UCI WorldTour. Traditionell erhalten die Fahrer bis zum 25. Platz Geldprämien. Weitere Prämien gibt es für die erstplatzierten Fahrer an den Côtes sowie bei ausgewiesenen Zwischensprints.
Seit 1987 gibt es eine „kleine“ Ausgabe des Männerrennens, das zunächst als Amateurrennen und seit 2006 als U23-Rennen in UCI-Kategorie 1.2U ausgetragen wurde.
2017 wurde das Rennen erstmals auch für Frauen als Teil der UCI Women’s WorldTour ausgerichtet. Erste Siegerin war die Olympiasiegerin des Vorjahres, die Niederländerin Anna van der Breggen.
Zuletzt wurde 2022 ein Rennen für Junioren in das Programm aufgenommen.

## Strecke
Vor allem der zweite Teil des etwa 250 Kilometer langen Rennens führt über mehrere relativ kurze, jedoch steile Anstiege (Côtes), die oft rennentscheidenden Charakter haben. Am berühmtesten ist die Côte de la Redoute. Charakteristisch ist die rasche Abfolge der Steigungen im Finale. Dadurch können auch klassische Bergfahrer bei diesem Rennen Erfolge erzielen, was wegen der zunehmenden Spezialisierung des Fahrerfeldes bei anderen Radsportvergleichen kaum noch möglich ist. Das Ziel befand sich 27 Jahre lang an einer Steigung in Ans, einer kleinen an Lüttich grenzenden Stadt, bevor es im Jahr 2019 wieder in die Innenstadt von Lüttich verlegt wurde.
| km    | Name                         | Länge in km | Steigung in Prozent |
| ----- | ---------------------------- | ----------- | ------------------- |
| 070,0 | Côte de la Roche-en-Ardenne  | 2,8         | 6,2                 |
| 116,5 | Côte de Saint-Roch           | 1,0         | 11,0                |
| 160,0 | Côte de Wanne                | 2,7         | 7,3                 |
| 166,5 | Côte de Stockeu              | 1,0         | 12,2                |
| 172,0 | Côte de la Haute-Levée       | 3,6         | 5,7                 |
| 185,0 | Col du Rosier                | 4,4         | 5,9                 |
| 198,0 | Côte du Maquisard            | 2,5         | 5,0                 |
| 208,0 | Mont-Theux                   | 2,7         | 5,9                 |
| 223,0 | Côte de la Redoute           | 2,0         | 8,8                 |
| 238,0 | Côte de la Roche-aux-Faucons | 1,5         | 9,3                 |
| 252,0 | Côte de Saint-Nicolas        | 1,2         | 8,6                 |

## Palmarès

### Männer
Die meisten Siege bei der „Doyenne“ hat Eddy Merckx aufzuweisen, der zwischen 1969 und 1975 insgesamt fünfmal gewann. Gefolgt wird Merckx von Moreno Argentin und Alejandro Valverde, der durch seinen Sieg 2017 aufschließen konnte, mit jeweils vier Siegen. Die beiden einzigen deutschen Sieger bisher waren Hermann Buse 1930 und Dietrich Thurau 1979.
| Jahr      | Sieger                              | Zweiter                             | Dritter                |
| --------- | ----------------------------------- | ----------------------------------- | ---------------------- |
| 1892 1    | Léon Houa                           | Léon Lhoest                         | Louis Rasquinet        |
| 1893 1    | Léon Houa                           | Michel Borisowski                   | Charles Collette       |
| 1894 1    | Léon Houa                           | Louis Rasquinet                     | René Nulens            |
| 1895–1907 | nicht ausgetragen                   | nicht ausgetragen                   | nicht ausgetragen      |
| 1908      | André Trousselier                   | Alphonse Lauwers                    | Henri Dubois           |
| 1909      | Victor Fastre                       | Eugène Charlier                     | Paul Deman             |
| 1910      | nicht ausgetragen                   | nicht ausgetragen                   | nicht ausgetragen      |
| 1911      | Joseph Vandaele                     | Armand Lenoir                       | Victor Kraenen         |
| 1912      | Omer Verschoore                     | Jacues Coomans                      | André Blaise           |
| 1913 2    | Maurice Moritz                      | Alphonse Fonson                     | Hubert Noel            |
| 1914–1918 | nicht ausgetragen                   | nicht ausgetragen                   | nicht ausgetragen      |
| 1919      | Léon Devos                          | Henri Hanlet                        | Arthur Claerhout       |
| 1920      | Léon Scieur                         | Lucien Buysse                       | Jacues Coomans         |
| 1921      | Louis Mottiat                       | Marcel Lacour                       | Jean Rossius           |
| 1922      | Louis Mottiat                       | Alberto Jordens                     | Laurent Seret          |
| 1923      | René Vermandel                      | Jean Rossius                        | Félix Sellier          |
| 1924      | René Vermandel                      | Adelin Benoît                       | Jules Matton           |
| 1925 2    | Georges Ronsse                      | Gustaaf Van Slembrouck              | Louis Eelen            |
| 1926 2    | Dieudonné Smets                     | Joseph Siquet                       | Alexis Macar           |
| 1927 2    | Maurice Raes                        | Jean Hans                           | Joseph Siquet          |
| 1928 2    | Ernest Mottard                      | Maurice Raes                        | Emile Van Belle        |
| 1929 2    | Alfons Schepers                     | Gustave Hembroeckx                  | Maurice Raes           |
| 1930      | Hermann Buse                        | Georges Laloup                      | François Gardier       |
| 1931      | Alfons Schepers                     | Marcel Houyoux                      | Jules Deschepper       |
| 1932      | Marcel Houyoux                      | Léopol Roosemont                    | Gérard Lambrechts      |
| 1933      | François Gardier                    | Roger Dewolf                        | Albert Bolly           |
| 1934      | Théo Herckenrath                    | Mathieu Cardynaels                  | Jef Moerenhout         |
| 1935      | Alfons Schepers                     | Frans Bonduel                       | Louis Hardiquest       |
| 1936      | Albert Beckaert                     | Gilbert Levae                       | Joseph Horemans        |
| 1937      | Eloi Meulenberg                     | Gustaaf Deloor                      | Julien Heenaert        |
| 1938      | Alfons Deloor                       | Marcel Kint                         | Félicien Vervaecke     |
| 1939      | Albert Ritserveldt                  | Cyrille Van Overberghe              | Edward Vissers         |
| 1940–1942 | nicht ausgetragen                   | nicht ausgetragen                   | nicht ausgetragen      |
| 1943      | Richard Depoorter                   | Joseph Didden                       | Stan Ockers            |
| 1944      | nicht ausgetragen                   | nicht ausgetragen                   | nicht ausgetragen      |
| 1945      | Jan Engels                          | Edward Van Dijck                    | Jef Moerenhout         |
| 1946      | Prosper Depredomme                  | Albert Hendrickx                    | Triphon Verstraeten    |
| 1947      | Richard Depoorter                   | Raymond Impanis                     | Florent Mathieu        |
| 1948      | Maurice Mollin                      | Raymond Impanis                     | Louis Caput            |
| 1949      | Camille Danguillaume                | Adolph Verschueren                  | Roger Gyselinck        |
| 1950      | Prosper Depredomme                  | Jean Bogaerts                       | Edward Van Dyck        |
| 1951      | Ferdy Kübler                        | Germain Derycke                     | Wout Wagtmans          |
| 1952      | Ferdy Kübler                        | Henri Van Kerckhove                 | Jean Robic             |
| 1953      | Alois De Hertog                     | Maurice Diot                        | Raoul Rémy             |
| 1954      | Marcel Ernzer                       | Raymond Impanis                     | Ferdy Kübler           |
| 1955      | Stan Ockers                         | Raymond Impanis                     | Jean Brankart          |
| 1956      | Fred De Bruyne                      | Richard Van Genechten               | Alex Close             |
| 1957      | Germain Derycke und Frans Schoubben | Germain Derycke und Frans Schoubben | Marcel Buysse          |
| 1958      | Fred De Bruyne                      | Jan Zagers                          | Joseph Theuns          |
| 1959      | Fred De Bruyne                      | Frans Schoubben                     | Frans De Mulder        |
| 1960      | Ab Geldermans                       | Pierre Everaert                     | Jef Planckaert         |
| 1961      | Rik Van Looy                        | Marcel Rohrbach                     | Armand Desmet          |
| 1962      | Jef Planckaert                      | Rolf Wolfshohl                      | Claude Colette         |
| 1963      | Frans Melckenbeeck                  | Pino Cerami                         | Vittorio Adorni        |
| 1964      | Willy Bocklant                      | Georges Van Coningsloo              | Vittorio Adorni        |
| 1965      | Carmine Preziosi                    | Vittorio Adorni                     | Martin Van Den Bossche |
| 1966      | Jacques Anquetil                    | Victor Van Schil                    | Willy In ’t Ven        |
| 1967      | Walter Godefroot                    | Eddy Merckx                         | Willy Monty            |
| 1968      | Valère Van Sweevelt                 | Walter Godefroot                    | Raymond Poulidor       |
| 1969      | Eddy Merckx                         | Victor Van Schil                    | Barry Hoban            |
| 1970      | Roger De Vlaeminck                  | Frans Verbeeck                      | Eddy Merckx            |
| 1971      | Eddy Merckx                         | Georges Pintens                     | Frans Verbeeck         |
| 1972 3    | Eddy Merckx                         | Wim Schepers                        | Walter Godefroot       |
| 1973      | Eddy Merckx                         | Frans Verbeeck                      | Walter Godefroot       |
| 1974      | Georges Pintens                     | Walter Planckaert                   | für vakant erklärt     |
| 1975      | Eddy Merckx                         | Bernard Thévenet                    | Walter Godefroot       |
| 1976      | Joseph Bruyère                      | Freddy Maertens                     | Frans Verbeeck         |
| 1977      | Bernard Hinault                     | André Dierickx                      | Dietrich Thurau        |
| 1978      | Joseph Bruyère                      | Dietrich Thurau                     | Francesco Moser        |
| 1979      | Dietrich Thurau                     | Bernard Hinault                     | Daniel Willems         |
| 1980      | Bernard Hinault                     | Hennie Kuiper                       | Ronny Claes            |
| 1981 4    | Josef Fuchs                         | Stefan Mutter                       | Ludo Peeters           |
| 1982      | Silvano Contini                     | Alfons De Wolf                      | Stefan Mutter          |
| 1983      | Steven Rooks                        | Giuseppe Saronni                    | Pascal Jules           |
| 1984      | Sean Kelly                          | Phil Anderson                       | Greg LeMond            |
| 1985      | Moreno Argentin                     | Claude Criquielion                  | Stephen Roche          |
| 1986      | Moreno Argentin                     | Adrie van der Poel                  | Dag Erik Pedersen      |
| 1987      | Moreno Argentin                     | Stephen Roche                       | Claude Criquielion     |
| 1988      | Adrie van der Poel                  | Michel Dernies                      | Robert Millar          |
| 1989      | Sean Kelly                          | Fabrice Philipot                    | Phil Anderson          |
| 1990      | Eric Van Lancker                    | Jean-Claude Leclercq                | Steven Rooks           |
| 1991      | Moreno Argentin                     | Claude Criquielion                  | Rolf Sørensen          |
| 1992      | Dirk De Wolf                        | Steven Rooks                        | Jean-François Bernard  |
| 1993      | Rolf Sørensen                       | Tony Rominger                       | Maurizio Fondriest     |
| 1994      | Jewgeni Bersin                      | Lance Armstrong                     | Giorgio Furlan         |
| 1995      | Mauro Gianetti                      | Gianni Bugno                        | Michele Bartoli        |
| 1996      | Pascal Richard                      | Lance Armstrong                     | Mauro Gianetti         |
| 1997      | Michele Bartoli                     | Laurent Jalabert                    | Gabriele Colombo       |
| 1998      | Michele Bartoli                     | Laurent Jalabert                    | Rodolfo Massi          |
| 1999      | Frank Vandenbroucke                 | Michael Boogerd                     | Maarten den Bakker     |
| 2000      | Paolo Bettini                       | David Etxebarria                    | Davide Rebellin        |
| 2001      | Oscar Camenzind                     | Davide Rebellin                     | David Etxebarria       |
| 2002      | Paolo Bettini                       | Stefano Garzelli                    | Ivan Basso             |
| 2003      | Tyler Hamilton                      | Iban Mayo                           | Michael Boogerd        |
| 2004      | Davide Rebellin                     | Michael Boogerd                     | Alexander Winokurow    |
| 2005      | Alexander Winokurow                 | Jens Voigt                          | Michael Boogerd        |
| 2006      | Alejandro Valverde                  | Paolo Bettini                       | Damiano Cunego         |
| 2007      | Danilo Di Luca                      | Alejandro Valverde                  | Fränk Schleck          |
| 2008      | Alejandro Valverde                  | Davide Rebellin                     | Fränk Schleck          |
| 2009      | Andy Schleck                        | Joaquim Rodríguez                   | Davide Rebellin        |
| 2010 5    | Alexander Winokurow                 | Alexander Kolobnew                  | Philippe Gilbert       |
| 2011      | Philippe Gilbert                    | Fränk Schleck                       | Andy Schleck           |
| 2012      | Maxim Iglinski                      | Vincenzo Nibali                     | Enrico Gasparotto      |
| 2013      | Daniel Martin                       | Joaquim Rodríguez                   | Alejandro Valverde     |
| 2014      | Simon Gerrans                       | Alejandro Valverde                  | Michał Kwiatkowski     |
| 2015      | Alejandro Valverde                  | Julian Alaphilippe                  | Joaquim Rodríguez      |
| 2016      | Wout Poels                          | Michael Albasini                    | Rui Costa              |
| 2017      | Alejandro Valverde                  | Daniel Martin                       | Michał Kwiatkowski     |
| 2018      | Bob Jungels                         | Michael Woods                       | Romain Bardet          |
| 2019      | Jakob Fuglsang                      | Davide Formolo                      | Maximilian Schachmann  |
| 2020      | Primož Roglič                       | Marc Hirschi                        | Tadej Pogačar          |
| 2021      | Tadej Pogačar                       | Julian Alaphilippe                  | David Gaudu            |
| 2022      | Remco Evenepoel                     | Quinten Hermans                     | Wout van Aert          |
| 2023      | Remco Evenepoel                     | Thomas Pidcock                      | Santiago Buitrago      |
| 2024      | Tadej Pogačar                       | Romain Bardet                       | Mathieu van der Poel   |
| 2025      | Tadej Pogačar                       | Giulio Ciccone                      | Ben Healy              |

| #  | Name                | Siege | Zweiter | Dritter | Siegjahre                    |
| -- | ------------------- | ----- | ------- | ------- | ---------------------------- |
| 1  | Eddy Merckx         | 5     | 1       | 1       | 1969, 1971, 1972, 1973, 1975 |
| 2  | Alejandro Valverde  | 4     | 2       | 2       | 2006, 2008, 2015, 2017       |
| 3  | Moreno Argentin     | 4     | 0       | 0       | 1985, 1986, 1987, 1991       |
| 4  | Tadej Pogačar       | 3     | 0       | 1       | 2021, 2024, 2025             |
| 5  | Léon Houa           | 3     | 0       | 0       | 1892, 1893, 1894             |
| 5  | Alfons Schepers     | 3     | 0       | 0       | 1929, 1931, 1935             |
| 5  | Alfred De Bruyne    | 3     | 0       | 0       | 1956, 1958, 1959             |
| 8  | Bernard Hinault     | 2     | 1       | 0       | 1977, 1980                   |
| 8  | Paolo Bettini       | 2     | 1       | 0       | 2000, 2002                   |
| 10 | Ferdinand Kübler    | 2     | 0       | 1       | 1951, 1952                   |
| 10 | Michele Bartoli     | 2     | 0       | 1       | 1997, 1998                   |
| 10 | Alexander Winokurow | 2     | 0       | 1       | 2005, 2010                   |
| 13 | Louis Mottiat       | 2     | 0       | 0       | 1921, 1922                   |
| 13 | Rene Vermandel      | 2     | 0       | 0       | 1923, 1924                   |
| 13 | Richard Depoorter   | 2     | 0       | 0       | 1943, 1947                   |
| 13 | Prosper Depredomme  | 2     | 0       | 0       | 1946, 1950                   |
| 13 | Joseph Bruyère      | 2     | 0       | 0       | 1976, 1978                   |
| 13 | Sean Kelly          | 2     | 0       | 0       | 1984, 1989                   |
| 13 | Remco Evenepoel     | 2     | 0       | 0       | 2022, 2023                   |

Stand: 27. April 2025

Sieger im Weltmeistertrikot: Nur sechs Radrennfahrern gelang es, Lüttich–Bastogne–Lüttich als amtierender Weltmeister, also im Regenbogentrikot, zu gewinnen, Eddy Merckx sogar zweimal:
- Ferdy Kübler – 1952
- Rik Van Looy – 1961
- Eddy Merckx – 1972, 1975
- Moreno Argentin – 1987
- Remco Evenepoel – 2023
- Tadej Pogačar – 2025